# إيغور ديميتريفيتش
إيغور ديميتريفيتش هو لاعب كرة قدم صربي في مركز الهجوم، ولد في 13 أغسطس 1992 في ياغودينا في صربيا. لعب مع ملادوست لوتشاني ونادي ياغودينا.

## وصلات خارجية
- إيغور ديميتريفيتش على موقع قاعدة بيانات كرة القدم.إي يو (الإنجليزية)
- إيغور ديميتريفيتش على موقع Soccerway.com (الإنجليزية)
- إيغور ديميتريفيتش على موقع عالم كرة القدم.نت (الإنجليزية)